# The Playboys
The Playboys é uma banda de rock pernambucana que atua na cena independente brasileira desde 1996.
Suas principais referências musicais são o rock clássico dos anos 1950 e o punk rock dos anos 1970. No entanto, o grupo transita por vários outros estilos, incorporando elementos da bossa nova, da música brega, do pancadão carioca e do jazz. Além disso, em suas apresentações, eles mesclam instrumentos de brinquedo com os de verdade. Nas letras, ironizam diversos ícones da música e da cultura (principalmente da cultura pernambucana). O resultado disso tudo é um rock ácido, escrachado e bem humorado. No palco, a banda exibe alto teor de teatralidade e irreverência.
Outra característica do grupo é promover shows em lugares e situações inusitadas. Tocou, por exemplo, no meio da Avenida Conde da Boa Vista, uma via central de Recife. Em 2005, criou, clandestinamente, o  Palco 3 do festival Abril Pro Rock. O Palco 3 - que no ano seguinte se tornou oficial - foi montado em um stand no espaço destinado a barracas que vendiam camisetas e discos, no interior do  Pavilhão do Centro de Convenções de Recife. Essa experiência inspirou a canção "Paulo André não me ouve", que brinca com o produtor do Abril Pro Rock, Paulo André Pires.

## Rock na Tamarineira
The Playboys organiza, periodicamente, desde 2002, o Rock na Tamarineira, um festival de rock dentro do maior hospital psiquiátrico de Pernambuco, o Hospital Ulysses Pernambucano (conhecido como Hospital da Tamarineira).
O Rock na Tamarineira é uma forma de experimentação artística que, ao promover a interação entre visitantes e internos, busca provocar uma mudança de mentalidade acerca da loucura. Com o festival, a banda The Playboys, além de experimentar novas possibilidades artísticas, atua contra o velho estigma que pesa sobre a doença mental - o louco sendo costumeiramente considerado como indivíduo antissocial, violento,  perigoso e incapaz. Em 2005, o evento foi tema do documentário Tamarock, dirigido por Maurício Targino e produzido pela Símio Filmes.
Em 16 anos de existência, a banda gravou seis discos e tocou em diversos festivais do Nordeste, como o Mada (Natal), o Festival de Inverno de Garanhuns, Recbeat (Recife), Abril Pro Rock (clandestinamente, em 2005, e oficialmente, em 2007), Feira da Música de Fortaleza , PAN no Rock (Recife), Festival Mundo (João Pessoa) e PE no ROCK.
Em 2007, a The Playboys lançou o videoclipe da canção "Paulo André não me ouve", que foi premiado no Festival de Vídeo de Pernambuco e chegou a estar entre os 30 vídeos musicais mais vistos no YouTube. Ainda em 2007, a  banda fez uma mini-turnê em São Paulo, quando tocou no  festival Araraquara Rock e em bares do circuito alternativo da capital paulista. No final de 2008, a banda lança o sexto trabalho: Chega de niilismo, disco cheio de referências à bossa nova e ao jazz, mas com a mesma acidez sarcástica de sempre.
A partir de 2009, a banda tem se apresentado apenas uma vez por ano, no festival Rock na Tamarineira.

## Integrantes
João Neto  - Voz e corneta de brinquedo

Flipie - Guitarra

Eduardo Alves - Teclado

Ebis Filho – Baixo

Lucas Rabelo - Bateria
 
ZGR - Teclado de brinquedo
 
Tiago - Guitarra de brinquedo

## Discografia
- Punk não morreu. Está apenas doente por enquanto (1997). O disco é uma ironia à "cartilha" punk. Musicalmente é calcado no punk rock e nas experimentações com instrumentos de brinquedo. A gravação foi feita quase artesanalmente, em oito canais.
- Vivendo cada dia mais lindos e perfumados (2000). Nesse cd, a ironia é expandida a outras tribos musicais. A banda começa a usar teclado e a utilizar outros estilos musicais, com muita influência de Os Mutantes. Os brinquedos continuavam muito presentes.
- Brincando de punk (2004). A banda começa a ousar uma musicalidade mais sofisticada. Aparece inclusive a primeira canção do grupo no estilo da bossa nova: "Pessoas Cult".
- Paulo André não me ouve (2006) Single que traz as canções: "Gatinhas Culturais do Burburinho", "Se Não fosse o Rock" e "Paulo André não me ouve". Foi um dos discos mais inusitados e comentados do rock pernambucano.
- 10 Anos pedindo mesada (2007). Coletânea comemorativa.
- Chega de niilismo (2008). Apesar de ser o disco com menos instrumentos de brinquedo, é provavelmente o mais experimental e irreverente da carreira da banda.